# Villánykövesd
Villánykövesd (németül: Gowisch) község Baranya vármegyében, a Siklósi járásban.

## Fekvése
Villány nyugati szomszédságában fekszik, nem messze a déli országhatártól.
A további szomszédos települések: észak felől Ivánbattyán, északkelet felől Kisjakabfalva, dél felől Nagyharsány, délnyugat felől Kisharsány, északnyugat felől pedig Palkonya.

### Megközelítése
Közúton kétfelől érhető el, Villány központján át, vagy Újpetre és Palkonya érintésével, mindkét irányból az 5707-es úton. Határszéleit érintik még keleten a Kisjakabfalvára vezető 57 132-es, nyugaton pedig az Ivánbattyánt kiszolgáló 57 116-os számú mellékutak is.
Elérhető vasúton is, a Pécs–Villány–Magyarbóly-vasútvonalon, melynek egy megállási pontja van itt, (Villánykövesd megállóhely, néhány lépésre az 5707-es útnak a faluközponton átvezető szakaszától.

## Története
A kis Árpád-kori település, Villánykövesd (Kövesd) nevét az oklevelek 1290-ben említették először Kuestd alakban írva, 1291-ben Kuesd, 1352-ben Kwesd módon írták nevét. Kövesd Lőrinc nádor fia Kemény birtoka volt. Egy 1290-ből való oklevél említi a kövesdieket, akik Gyulán hatalmaskodtak, s ezért Óvári Konráddal szemben elmarasztalták őket. 1352-ben az itt eredő, és innen Villányra folyó víz nevét is Kövesdnek nevezték. 2001-ben lakosságának 9%-a németnek vallotta magát.

## Idegen elnevezései
A település német neve Gowisch vagy Kornwies. Horvátul két néven illetik a falut: a töttösi horvátok Kevešának, a belvárdgyulai horvátok Kovašnak hívják.

## Közélete

### Polgármesterei
- 1990–1994: Nesz Józsefné (független)[6]
- 1994–1998: Nesz Józsefné (független)[7]
- 1998–2002: Nesz Józsefné (független)[8]
- 2002–2006: Nesz Józsefné (független)[9]
- 2006–2010: Nesz Józsefné (független)[10]
- 2010–2014: Róth András Ervin (független)[11]
- 2014–2019: Róth András Ervin (független)[12]
- 2019–2024: Róth András Ervin (független)[13]
- 2024– : Róth András Ervin (független)[1]

Az önkormányzat címe: 7772 Villánykövesd, Kossuth utca 2.

## Népesség
A település népességének változása:
| Lakosok száma | 263  | 272  | 268  | 254  | 239  | 215  | 214  | 206  |
|               | 2013 | 2014 | 2015 | 2019 | 2021 | 2022 | 2023 | 2024 |

A 2011-es népszámlálás során a lakosok 92,6%-a magyarnak, 0,4% horvátnak, 40,9% németnek, 0,4% szerbnek mondta magát (7,1% nem nyilatkozott; a kettős identitások miatt a végösszeg nagyobb lehet 100%-nál). A vallási megoszlás a következő volt: római katolikus 68%, református 8,9%, evangélikus 0,4%, görögkatolikus 0,4%, felekezeten kívüli 5,2% (16,7% nem nyilatkozott).
2022-ben a lakosság 94%-a vallotta magát magyarnak, 33% németnek, 0,5% szlovénnek, 0,5% egyéb, nem hazai nemzetiségűnek (6% nem nyilatkozott; a kettős identitások miatt a végösszeg nagyobb lehet 100%-nál). Vallásuk szerint 39,1% volt római katolikus, 6,5% református, 0,9% izraelita, 0,5% evangélikus, 8,4% felekezeten kívüli (44,7% nem válaszolt).

## Nevezetességei
- A gyönyörű, két szintben meghúzódó pincesor – kedves pincegazdákkal és finom borokkal
- A bordalfesztivál